# Paraná Metal
Paraná Metal era una empresa productora de piezas y partes fundidas para la industria automotriz, ubicada en Villa Constitución, Provincia de Santa Fe, a 55 km al sur de la ciudad de Rosario. 

## Breve reseña histórica
La empresa inició operaciones en el año 1957 con el nombre de ACINFER y fue originalmente diseñada para producir grandes piezas de fundición para la industria siderúrgica. Diez años más tarde es adquirida por Ford Motor Company, cambiando de nombre y de rumbo. Su nuevo nombre es METCON (Metalúrgica Constitución) y comienza a especializarse en auto partes de fundición.
Durante la década de los '70 se realizaron grandes inversiones en materia tecnológica, instalando una línea automática de moldeo de alta presión Künkel-Wagner, hornos eléctricos de inducción y una línea de moldeo para la producción de cigüeñales y árboles de levas. Esta última fue descontinuada en años posteriores por los bajos volúmenes de demanda.
En el año 1993 la compañía adquiere una línea de moldeo para la producción de piezas chicas como tapas de cojinetes y discos de freno, siendo esta reemplazada en el año 2000 por otra de mejor tecnología. 
En el año 2002 la empresa es adquirida por un grupo inversor privado y recibe su nombre actual. Los numerosos cambios en la conducción no lograron evitar la profunda crisis que culminó con la amenaza de cierre de la fábrica en 2008.
Para evitar el cese de actividades en febrero de 2009, tras la firma de un acuerdo con el Ministerio de Trabajo de la Nación, El Grupo Indalo realiza aportes económicos en Paraná Metal S.A. Finalmente en diciembre de ese mismo año el grupo inversor hace uso de la opción de compra del 100% del paquete accionario, adquiriendo de esta manera la compañía.
El 1 de diciembre de 2015, el empresario Cristóbal López, cierra la empresa debido al alto déficit de la misma y la falta de piezas nuevas, debido a que el departamento de comerciales nunca llevó adelante un proyecto sustentable para la empresa.
El 5 de septiembre de 2018 finalmente el juzgado de Villa Constitución decreta la quiebra y cierre definitivo de la firma.